# Vico Zeljković
Vico Zeljković je srpski preduzetnik i izvršni direktor fudbala iz Gradiške, Republika Srpska, Bosna i Hercegovina

## Biografija
Vico Zeljković je rođen u Gradišci.  Trenutno obavlja funkciju predsednika Fudbalskog saveza Republike Srpske. Takođe, nalazi se na poziciji direktora Fudbalskog saveza Bosne i Hercegovine od 25. avgusta 2020.
Vico Zeljković je bio i predsednik prvoligaškog fudbalskog kluba Borca iz Banja Luke od 19. juna 2018. do 6. avgusta 2020.

## Spoljašnje veze
- Vico Zeljković na Klix.ba